# Johnny Copeland
Johnny Copeland (* 27. März 1937 in Haynesville, Louisiana; † 3. Juli 1997 im New Yorker Stadtteil Harlem) war ein US-amerikanischer Bluesmusiker.
Schon kurz nach seiner Geburt trennte sich seine Mutter von seinem Vater und zog mit dem Rest der Familie in die Nähe des Ortes Magnolia in Arkansas. Mit 13 Jahren zogen sie weiter nach Houston, Texas. Dort sah er dank seiner Geschwister erstmals T-Bone Walker, Roy Brown und Joe „Guitar“ Hughes. Zusammen mit Joe Hughes, Charles Godfrey, Pat Paterson und Steve Washington gründete er dann mit 14 Jahren die Band Duke of Rhythm. Mit dieser Besetzung traten sie dann die nächsten drei Jahre zusammen auf. Im Jahre 1954 verließ er dann die Band und tat sich erst mit dem Pianisten Earl Solomon und später dann mit dem Gitarristen Clarence Samuel zusammen. Während einer Tour hatte Copeland dann 1956 sein Studiodebüt. Er war auf der Single Chicken hearted woman als Gitarrist zu hören. Ab 1957 war Copeland bei der Plattenfirma Duke unter Vertrag und schrieb dort einige Songs, unter anderem auch Farther up the road. 1958 wechselte er dann zu dem Platten-Label Mercury. Dort nahm er mit Rock and Roll Lilly seine erste eigene Single auf. 1963 landete er in den Südstaaten mit Down on bending knees einen Hit.
1979 zog er nach New York City. Dort traf er auf den Pianisten Ken Vangel und den Produzenten Dan Doyle. Zusammen mit den beiden nahm er in den nächsten zwei Jahren Songs auf, die 1981 auf dem Album Copeland special beim Rounder-Label veröffentlicht wurden. Dieses Album sorgte in der Bluesszene für großes Aufsehen, schien es doch, als sei ein genialer Musiker scheinbar aus dem Nichts aufgetaucht. In den folgenden Jahren hatte Copeland viel zu tun. Es erschienen die Alben Make my home where I hang my hat (1982), Texas twister (1984) und Bring it all back home (1985). Für den Longplayer Showdown! (mit Robert Cray und Albert Collins) erhielt er den 1987 den Grammy für das beste zeitgenössische Bluesalbum. Zudem war er ständig auf Tournee, unter anderem auf dem Montreux Jazz Festival, wo er mit dem Grand Prix ausgezeichnet wurde. Nach dem Album Boom boom im Jahre 1989 trennt er sich vom Plattenlabel Rounder.
Nach zweijähriger Pause veröffentlichte er 1991 das Album Flyin’ high, gefolgt von Catch up with the blues 1993. Zu diesem Zeitpunkt kamen allerdings schon gesundheitliche Probleme auf. So klagt er schon 1992 auf dem King Biscuit Blues Festival in Helena, Arkansas über Atemnot. 1995 kam er mit Herzversagen ins Krankenhaus, wurde allerdings gerettet. Ab diesem Zeitpunkt wartete er auf ein Spenderorgan, um wieder mit der Arbeit weitermachen zu können. Johnny Copeland verstarb dann am 3. Juli 1997 im Columbia Presbyterian Hospital in New York infolge von Komplikationen seiner Herztransplantation, der er sich sieben Monate zuvor unterzogen hatte.
Seine Tochter Shemekia Copeland ist eine Sängerin, die u. a. schon mit Bluesgrößen wie Steve Cropper oder Dr. John zusammengearbeitet hat.

## Diskografie
- 1981 Copeland Special
- 1982 Make My Home Where I Hang My Hat
- 1984 I’ll Be Around
- 1985 Down On Bended Knee
- 1985 Showdown! von Albert Collins, Robert Cray und Johnny Copeland
- 1986 Bringin’ It All Back Home
- 1988 Ain’t Nothing But A Party (Live)
- 1988 Houston Roots
- 1990 Boom Boom
- 1992 Flyin’ High
- 1993 Further On Up The Road
- 1994 Catch Up With The Blues
- 1996 Jungle Swing (erhielt den Prix Big Bill Broonzy)
- 1997 Live In Australia 1990, (Black Top Records)
- 1999 Working Man’s Blues